# Народна палата НДР
Народна палата НДР (нім. Volkskammer) — парламент Німецької Демократичної Республіки, що діяв у період із 7 жовтня 1949 року до 2 жовтня 1990 року. У 1949-1958 роках діяв як нижня палата парламенту.

## Історія і функції
Тимчасова Народна Палата була створена 7 жовтня 1949 року у Східному Берліні з членів Другої німецької Народної ради.
Перші вибори відбулися 15 листопада 1950 року. На цих виборах, як і надалі перемогу отримав Народний Фронт.
Складалася із 400 депутатів, котрі обиралися терміном на п'ять років за партійними списками.
До функцій Палати входило:
- прийняття законів;
- затвердження бюджету;
- затвердження міжнародних договорів;
- вибори Державної Ради НДР та її Голови;
- обрання Голови Ради Міністрів;
- контроль за діяльністю Ради Міністрів;
- призначення референдуму;
- оголошення стану оборони.

Народна Палата могла саморозпуститись (рішення приймалось абсолютною більшістю депутатів) або бути розпущеною за підсумками референдуму.
Новообрана Палата збиралась на перше засідання на 30-й день після вборів, існувала можливість скликання Палати швидше Президією або Президентом попередньої Палати (на вимоги не менше ніж 1\5 депутатського складу).

## Керівники Палати
| N. | Керівник             | Початок головування | Кінець головування | Партія                                    |
| -- | -------------------- | ------------------- | ------------------ | ----------------------------------------- |
| 1  | Йоганес Дікман       | 7 жовтня 1949       | 22 лютого 1969     | Ліберально-Демократична Партія Німеччини  |
| 2  | Геральд Ґьоттінг     | 12 травня 1969      | 29 жовтня 1976     | Християнсько-Демократичний Союз Німеччини |
| 3  | Хорст Зіндерманн     | 29 жовтня 1976      | 13 листопада 1989  | Соціалістична єдина партія Німеччини      |
| 4  | Ґюнтер Малойда       | 13 листопада 1989   | 5 квітня 1990      | Демократична селянська партія Німеччини   |
| 5  | Сабіна Берґманн-Поль | 5 квітня 1990       | 2 жовтня 1990      | Християнсько-Демократичний Союз Німеччини |

## Виборча система

### Виборчі округи
До 1952 року виборчими округами були землі, до 1963 — округи, в 1963 була введена система виробничих округів (території зі спорідненими видами промисловості). Існувало 67 округів.

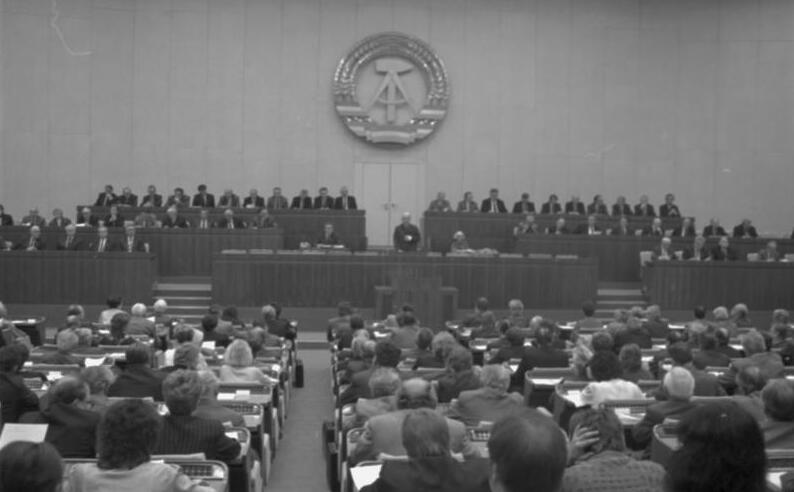
Засідання Народної палати, листопад 1989 року

### Виборчі комітети
Підрахунок голосів здійснювали виборчі комітети:
- Республіканський — призначався Радою Міністрів, головою був Міністр внутрішніх справ;
- Земельний — призначався владою земель, голова — Міністр внутрішніх справ землі, з 1952 — окружні;
- Районний — призначався радою району або міста, голова-ландрат або обербургомістр;
- Спілковий — призначався радою спілки або міста, голова-бургомістр;
- Виборче правління — призначалось радою міста, голова — виборчий староста.

### Виборчий процес
До 1963 року дату виборів призначала Палата, пізніше Державна рада, на день не пізніше 60 після закінчення терміну повноважень (45 день при розпуску). Виборче право для громадян наступало з 18 років. З 1963 року вибори проводились за мажоритарною системою.